# To-Mera
To-Mera ist eine britische Progressive-Metal-Band, die 2005 gegründet wurde.

## Geschichte
Nachdem Julie Kiss die ungarische Band Without Face verlassen hatte, gründete sie zusammen mit Lee Barrett die Band To-Mera mit der Intention, düstere und atmosphärische Metalmusik mit Einflüssen aus Klassik und Jazz zu schaffen.
Als die Gruppe komplett war, veröffentlichte man im Juni 2005 eine erste Demo, die durchweg positive Bewertungen bekam und das Interesse der Musiklabel weckte.
Das daraufhin entstandene Debütalbum Transcendental erschien im September 2006 bei Candlelight Records und wurde wegen seines Einfallsreichtums und der hohen spielerischen Fertigkeiten gelobt.
Nach einigen Line-up-Wechseln wurde im Februar 2008 das Album Delusions veröffentlicht, welches dem Debütalbum stilistisch sehr ähnlich ist und ebenfalls positives Feedback von der Presse erhielt.

## Stil
Die Musik von To-Mera ist geprägt von Julie Kiss’ eindringlicher Stimme, schweren Gitarrenriffs und emotionalen Lyrics. Zudem sind die meisten Songs übermäßig lang und besitzen eine komplexe Struktur mit vielfältigen Stilwechseln.
Als Einflüsse führt die Band u. a. Symphony X, Opeth, Pain of Salvation und Dream Theater an.

## Diskografie
- Demo (2005)
- Transcendental (2006, Candlelight Records)
- Delusions (2008, Candlelight Records)
- Earthbound (2009)
- Exile (2012)